# Gottschalk Zelion-Brandis
Gottschalk von Zelion gen. Brandis (* 1425 in Werl; † 1495 ebenda) war ein Bürgermeister der Stadt Werl. 

## Leben
Gottschalk von Zelion war der Sohn des Johann Seliol und der N. Brandis aus der später in den Adelsstand erhobenen Familie Zelion genannt Brandis.
In der Funktion des Bürgermeisters in Werl war er Oberhaupt einer der vier Hauptstädte Westfalens und somit auch Mitglied der Städtekurie und des Landtages. Seine genaue Amtszeit als Bürgermeister ist nicht urkundlich belegt. Gleichzeitig war Zelion-Brandis Sälzeroberst der Werler Erbsälzer und gehörte dem gleichnamigen Werler Erbsälzergeschlecht an, das gegen Ende des 15. Jahrhunderts von der Familie Brant oder Brandis Vermögen und Namen erbte.  Er war seit 1452 mit Adelheid von Fresendorp verheiratet. Die gemeinsamen Söhne waren der spätere Werler Bürgermeister Heinrich von Zelion gen. Brandis (1453–1520) und der Richter Gerhard „Gerd“ von Zelion gen. Brandis (* 1455).